# Cynopterus sphinx
Cynopterus sphinx é uma espécie de morcego da família Pteropodidae. Pode ser encontrada no subcontinente indiano e no sudeste asiático. As fêmeas desta espécie frequentemente fazem sexo oral nos machos com a finalidade de prolongar a relação de cópula, segundo estudo publicado no periódico PlosOne..